# Parlement de Besançon
Ne doit pas être confondu avec Parlement de Dole.
Le parlement de Besançon était le parlement de la province de Franche-Comté, sous l'Ancien Régime. Initialement situé à Dole il a été transféré en 1676 par le roi Louis XIV à Besançon. Il avait pour siège l'actuel palais de justice de Besançon.

## Historique
Le parlement de Besançon, dont le ressort couvre la Franche-Comté est le onzième parlement du royaume. Il est d'abord ambulatoire et rend quantité d'arrêts vis-à-vis des droits féodaux et seigneuriaux.
Louis XIV conquit la Franche-Comté définitivement le 15 mai 1674. Il transfère le parlement de Dole à Besançon par lettres-patentes du 22 août 1676. 
La municipalité, pour loger l'institution, lui abandonne le second corps de logis de l'hôtel de ville, l'actuel palais de justice de Besançon construit par l'architecte Hugues Sambin. 
Le nombre de parlementaires passe rapidement de 16 à 90, avec un premier président et huit présidents à mortier, répartis en quatre chambres, qui sont, à la veille de la Révolution, la grand chambre, la chambre de la Tournelle, la chambre des Enquêtes et la chambre souveraine des Eaux et Forêts, le nombre de conseillers étant à cette époque de cinquante-deux. 
Le parlement de Besançon se montrera ensuite assez conservateur, refusant, par exemple  d'enregistrer l'édit royal supprimant la mainmorte, ce qui conduira à des décisions d'exil prises à l'encontre des récalcitrants.

## Fonctions
Le parlement disposait d'une compétence étendue en matière judiciaire et administrative. Il partageait le gouvernement de la province avec le gouverneur, lequel ne pouvait rien faire d'important sans son avis. Les ordonnances des gouverneurs étaient sujettes aux lettres d'attache du parlement. 
Outre les affaires contentieuses, le parlement traitait pendant la paix, de toutes les affaires concernant les fortifications, les finances, les monnaies, la police, les chemins, les domaines, les fiefs et la conservation des limites de la province. Pendant la guerre, il ordonnait la levée des troupes.
Par ailleurs, comme tous les parlements sous l'ancien régime, il disposait du droit de remontrance dont l'utilité était de s'opposer aux édits royaux violants les lois fondamentales du royaume de France ou le droit coutumier d'une province. 

## Premiers Présidents du parlement de Besançon
1. Jean-Ferdinand Jobelot (1676-1702) Dernier président du parlement de Dole et le premier du parlement de Besançon
2. Gabriel Boissot de Vaire (1703-1714)
3. Jean-Antoine Boissot de Vaire (1714-1750)
4. Marc-Joseph Pourroy de l'Auberivières (1750-1757)
5. Pierre-Etienne Bourgeois de Boynes (1757-1761)
6. Jean Perreney de Velmont de Grosbois (1761-1771)
7. Etienne Chifflet d'Orchamps (1771-1779)
8. Claude Perreney de Velmont de Grosbois (1779-1790) Dernier premier président du parlement jusqu’à sa suppression en 1790 [2]